# Gastone Renzelli
Gastone Renzelli (Roma, 8 novembre 1921 – Roma, 12 marzo 1990) è stato un attore italiano.

## Biografia
Inizia a lavorare come operaio comune, sino a quando Luchino Visconti non lo sceglie nel 1951, quando aveva 30 anni di età, per la parte del marito autoritario, ma alla fine comprensivo, di Anna Magnani nel film Bellissima. La sua interpretazione si lega in maniera indissolubile ad un film che è tuttora considerato uno dei capolavori assoluti del cinema italiano del Novecento.
Voluto da Michelangelo Antonioni per una piccola parte ne I vinti, nel 1953, si vedrà tagliare la sua presenza nel film in sede di montaggio finale. 
Prenderà parte ad altre tre pellicole fino al 1962, dopo le quali scomparirà per sempre dalle scene cinematografiche, riprendendo la sua vecchia attività.
Renzelli muore a Roma nel 1990.

## Filmografia
- Bellissima, regia di Luchino Visconti (1951)
- I vinti, regia di Michelangelo Antonioni (1953)
- Il tetto, regia di Vittorio De Sica (1955)
- La finestra sul Luna Park, regia di Luigi Comencini (1957)
- L'uomo dai calzoni corti, regia di Glauco Pellegrini (1958)
- Il commissario, regia di Luigi Comencini (1962)